# Gekko (geslacht)
Gekko is een geslacht van hagedissen dat behoort tot de gekko's (Gekkota) en de familie Gekkonidae.

## Naam en indeling
De wetenschappelijke naam van de groep werd voor het eerst voorgesteld door Josephus Nicolaus Laurenti in 1768. Er zijn 81 soorten, inclusief vier soorten die pas in 2021 wetenschappelijk zijn beschreven. Een aantal soorten werd eerder aan andere geslachten toegekend, zoals Ptychozoon, Luperosaurus en Gecko. Van de verschillende vertegenwoordigers van dit geslacht is de tokeh (Gekko gecko) veruit het bekendst. Deze soort wordt veel in gevangenschap gehouden in een terrarium.

## Uiterlijke kenmerken
De hagedissen bereiken een lichaamslengte van ongeveer vijf tot bijna twintig centimeter. Het lichaam en de kop zijn groot en breed, de kop is afgeplat. De kleur is variabel, veel soorten hebben een grijze tot bruine kleur, Gekko petricolus kan ook een gele kleur hebben.

## Verspreiding en habitat
De hagedissen komen voor in delen van Azië en leven in de landen Admiraliteitseilanden, Bangladesh, Bhutan, Bismarck-archipel, Brunei, Cambodja, China, Filipijnen, India, Indonesië, Japan, Korea, Laos, Maleisië, Myanmar, Nepal, Nicobaren, Oceanië, Oost-Timor, Palau, Papoea-Nieuw-Guinea, Salomonseilanden, Santa Cruzeilanden, Singapore, Taiwan, Thailand en Vietnam. De habitat bestaat uit tropische en subtropische bossen, zowel in laaglanden als in bergstreken, rotsige omgevingen, grotten, droge en gematigde tropische en subtropische bossen en vochtige tropische en subtropische scrublands. Ook in door de mens aangepaste streken zoals stedelijke gebieden, landelijke tuinen en plantages kunnen de dieren worden aangetroffen.

## Beschermingsstatus
Door de internationale natuurbeschermingsorganisatie IUCN is aan 60 soorten een beschermingsstatus toegewezen. Van de gekko's worden 29 soorten beschouwd als 'veilig' (Least Concern of LC) en veertien soorten als 'onzeker' (Data Deficient of DD). Twaalf soorten worden gezien als 'kwetsbaar' (Vulnerable of VU), drie soorten als 'gevoelig' (Near Threatened of NT) en een soort als 'bedreigd' (Endangered of EN). De soort Gekko lauhachindai ten slotte staat te boek als 'ernstig bedreigd' (Critically Endangered of CR).

## Soorten
Het geslacht omvat de volgende soorten, met de auteur en het verspreidingsgebied.
| Naam                             | Auteur | Verspreidingsgebied |
| -------------------------------- | --- | --- |
| Gekko aaronbaueri                | Tri, Thai, Phimvohan, David & Teynié, 2015                                                                       | Laos |
| Gekko adleri                     | Nguyen, Wang, Yang, Lehmann, Le, Ziegler & Bonkowski, 2013                                                       | China, Vietnam |
| Gekko albofasciolatus            | Günther, 1867 | Indonesië, Maleisië, Brunei |
| Gekko athymus                    | Brown & Alcala, 1962                                                                                             | Filipijnen |
| Gekko auriverrucosus             | Zhou & Liu, 1982                                                                                                 | China |
| Gekko badenii                    | Shcherbak & Nekrasova, 1994                                                                                      | Vietnam, mogelijk in Cambodja |
| Gekko bannaense                  | Wang, Wang, & Liu, 2016                                                                                          | China |
| Gekko boehmei                    | Luu, Calame, Nguyen, Le & Ziegler, 2015                                                                          | Laos |
| Gekko bonkowskii                 | Luu, Calame, Nguyen, Le & Ziegler, 2015                                                                          | Laos |
| Gekko browni                     | Russell, 1979 | Maleisië |
| Gekko canaensis                  | Ngo & Gamble, 2011                                                                                               | Vietnam |
| Gekko canhi                      | Rösler, Nguyen, Van Doan, Ho, Nguyen & Ziegler, 2010                                                             | Vietnam |
| Gekko carusadensis               | Linkem, Siler, Diesmos, Sy & Brown, 2010                                                                         | Filipijnen |
| Gekko chinensis                  | Gray, 1842 | China |
| Gekko cib                        | Lyu, Lin, Ren, Jiang, Zhang, Qi, & Wang, 2021                                                                    | China |
| Gekko cicakterbang               | Grismer, Wood, Grismer, Quah, Thy, Phimmachak, Sivongxay, Seateun, Stuart, Siler, Mulcahy, Anamza, & Brown, 2019 | Maleisië, mogelijk in Thailand en Indonesië                                                                                      |
| Gekko coi                        | Brown, Siler, Oliveros, Diesmos & Alcala, 2011                                                                   | Filipijnen |
| Gekko crombota                   | Brown, Oliveros, Siler & Diesmos, 2011                                                                           | Filipijnen |
| Gekko ernstkelleri               | Rösler, Siler, Brown,Demegillo & Gaulke, 2006                                                                    | Filipijnen |
| Gekko flavimaritus               | Rujirawan, Fong, & Aowphol, 2019                                                                                 | Thailand |
| Tokeh (Gekko gecko)              | Linnaeus, 1758                                                                                                   | Bangladesh, India, Nepal, Bhutan, Myanmar, Thailand, Cambodja, Laos, Vietnam, Maleisië, China, Filipijnen, Indonesië, Oost-Timor |
| Gekko gigante                    | Brown & Alcala, 1978                                                                                             | Filipijnen |
| Gekko grossmanni                 | Günther, 1994 | Vietnam |
| Gekko guishanicus                | Lin & Yao, 2016                                                                                                  | Taiwan |
| Gekko gulat                      | Brown, Diesmos, Duya, Garcia, & Rico, 2010                                                                       | Filipijnen |
| Gekko hokouensis                 | Pope, 1928 | China, Japan, Taiwan |
| Gekko horsfieldii                | Gray, 1827 | India, Myanmar, Thailand, Maleisië, Indonesië, Singapore                                                                         |
| Gekko intermedium                | Taylor, 1915 | Filipijnen |
| Gekko iskandari                  | R. Brown, Supriatna & Ota, 2000                                                                                  | Indonesië |
| Gekko japonicus                  | Schlegel, 1836                                                                                                   | China, Korea, Japan |
| Gekko jinjiangensis              | Hou, Shi, Wang, Shu, Zheng, Qi, Liu, Jiang, & Xie, 2021                                                          | China |
| Gekko kabkaebin                  | Grismer, Wood, Grismer, Quah, Thy, Phimmachak, Sivongxay, Seateun, Stuart, Siler, Mulcahy, Anamza, & Brown, 2019 | Laos, mogelijk in Vietnam |
| Gekko kaengkrachanense           | Sumontha, Pauwels, Kunya, Limlikhitaksorn, Ruksue, Taokratok, Ansermet & Chanhome, 2012                          | Thailand |
| Gekko kikuchii                   | Ōshima, 1912 | Filipijnen, China |
| Vliegende gekko (Gekko kuhli)    | Stejneger, 1902                                                                                                  | Thailand, Myanmar, Maleisië, Nicobaren, Indonesië, Singapore                                                                     |
| Gekko kwangsiensis               | Yang, 2015 | China |
| Gekko lauhachindai               | Panitvong, Sumontha, Konlek & Kunya, 2010                                                                        | Thailand |
| Gekko liboensis                  | Zhou, Liu & Li, 1982                                                                                             | China |
| Vliegende gekko (Gekko lionotum) | Annandale, 1905                                                                                                  | Myanmar, Laos, India, Bangladesh                                                                                                 |
| Gekko melli                      | Vogt, 1922 | China |
| Gekko mindorensis                | Taylor, 1919 | Filipijnen |
| Gekko monarchus                  | Schlegel, 1836                                                                                                   | Thailand, Maleisië, Taiwan, Filipijnen, Singapore, Indonesië, Papoea-Nieuw-Guinea                                                |
| Gekko nadenensis                 | Luu, Nguyen, Le, Bonkowski, & Ziegler, 2017                                                                      | Laos |
| Gekko nicobarensis               | Das & Vijayakumar, 2009                                                                                          | India |
| Gekko nutaphandi                 | Bauer, Sumontha & Pauwels, 2008                                                                                  | Thailand |
| Gekko palawanensis               | Taylor, 1925 | Filipijnen |
| Gekko palmatus                   | Boulenger, 1907                                                                                                  | Vietnam |
| Gekko petricolus                 | Taylor, 1962 | Thailand, Laos, Cambodja |
| Gekko phuyenensis                | Nguyen, Nguyen, Orlov, Murphy, & Nguyen, 2021                                                                    | Vietnam |
| Gekko popaense                   | Grismer, Wood, Thura, Grismer, Brown, & Stuart, 2018                                                             | Myanmar |
| Gekko porosus                    | Taylor, 1922 | Filipijnen |
| Gekko pradapdao                  | Meesok, Sumontha, Donbundit, & Pauwels, 2021                                                                     | Thailand |
| Gekko reevesii                   | Gray, 1831 | China, Vietnam |
| Gekko remotus                    | Rösler, Ineich, Wilms & Böhme, 2012                                                                              | Palau |
| Gekko rhacophorus                | Boulenger, 1899                                                                                                  | Maleisië |
| Gekko romblon                    | Brown & Alcala, 1978                                                                                             | Filipijnen |
| Gekko rossi                      | Brown, Oliveros, Siler & Diesmos, 2009                                                                           | Filipijnen |
| Gekko russelltraini              | Ngo, Bauer, Wood & Grismer, 2009                                                                                 | Vietnam |
| Gekko scabridus                  | Zhou & Liu, 1982                                                                                                 | China |
| Gekko scientiadventura           | Rösler, Ziegler, Vu, Herrmann & Böhme, 2004                                                                      | Vietnam, mogelijk in Laos |
| Gekko sengchanthavongi           | Luu, Calame, Nguyen, Le & Ziegler, 2015                                                                          | Laos |
| Gekko shibatai                   | Toda, Sengoku, Hikida & Ota, 2008                                                                                | Japan |
| Gekko siamensis                  | Grossmann & Ulber, 1990                                                                                          | Thailand |
| Gekko similignum                 | Smith, 1923 | China |
| Gekko smithii                    | Gray, 1842 | Thailand, Singapore, Maleisië, Myanmar, India, Indonesië                                                                         |
| Gekko sorok                      | Das, Lakim, Kandaung, 2008                                                                                       | Maleisië |
| Gekko subpalmatus                | Günther, 1864 | China |
| Gekko swinhonis                  | Günther, 1864 | China |
| Gekko taibaiensis                | Song, 1985 | China |
| Gekko takouensis                 | Ngo & Gamble, 2010                                                                                               | Vietnam |
| Gekko tawaensis                  | Okada, 1956 | Japan |
| Gekko thakhekensis               | Luu, Calame, Nguyen, Le, Bonkowski & Ziegler, 2014                                                               | Laos |
| Gekko tokehos                    | Grismer, Wood, Grismer, Quah, Thy, Phimmachak, Sivongxay, Seateun, Stuart, Siler, Mulcahy, Anamza, & Brown, 2019 | Cambodja, Thailand, Vietnam |
| Gekko trinotaterra               | Brown, 1999 | Thailand, Vietnam, Cambodja |
| Gekko truongi                    | Phung & Ziegler, 2011                                                                                            | Vietnam |
| Gekko verreauxi                  | Tytler, 1865 | India |
| Gekko vertebralis                | Toda, Sengoku, Hikida & Ota, 2008                                                                                | Japan |
| Gekko vietnamensis               | Sang, 2010 | Vietnam |
| Gekko vittatus                   | Houttuyn, 1782                                                                                                   | Indonesië, Papoea-Nieuw-Guinea, Oceanië, Palau, Admiraliteitseilanden, Bismarck-archipel, Salomonseilanden, Santa Cruzeilanden   |
| Gekko wenxianensis               | Zhou & Wang, 2008                                                                                                | China |
| Gekko yakuensis                  | Matsui & Okada, 1968                                                                                             | Japan |